# Гоголино (Новгородская область)
Гоголино — деревня в Марёвском муниципальном районе Новгородской области, входит в состав Молвотицкого сельского поселения.
Деревня расположена восточнее административного центра сельского поселения — села Молвотицы.

## История
В Демянском уезде Новгородской губернии в 1909 году деревня Гоголино, что была на земле Гоголинского сельского общества, находилась на территории Польской волости; число жителей тогда было в деревне — 134, дворов — 28; в деревне тогда была часовня и имелся хлебозапасный магазин. По постановлению ВЦИК от 3 апреля 1924 года Польская волость была упразднена, а Гаголино вошло в состав Молвотицкой волости. Население деревни Гаголино по переписи населения 1926 года — 150 человек. Затем, с августа 1927 года, деревня Гаголино в составе Конищенского сельсовета новообразованного Молвотицкого района новообразованного Новгородского округа в составе переименованной из Северо-Западной в Ленинградскую области. В ноябре 1928 года Конищенский сельсовет был упразднён, а Гаголино вошло в состав Пуповского сельсовета. По постановлению ЦИК и СНК СССР от 23 июля 1930 года Новгородский округ был упразднён, а район перешёл в прямое подчинение Леноблисполкому. Указом Президиума Верховного Совета РСФСР от 16 декабря 1940 года Пуповский сельсовет был переименован в Горный сельсовет. Германская оккупация — в конце 1941 года. Указом Президиума Верховного Совета РСФСР от 19 февраля 1944 года райцентр Молвотицкого района был перенесён из села Молвотицы в село Марёво. Указом Президиума Верховного Совета СССР от 5 июля 1944 года была образована Новгородская область и Молвотицкий район вошёл в её состав.
Решением Новгородского облисполкома № 359 от 8 июня 1954 года Горный сельсовет был упразднён — присоединён к Молвотицкому сельсовету, затем решением Новгородского облисполкома № 366 от 21 июня 1954 года, деревня Гоголино, в числе прочих была передана в состав Линьевского (Линского) сельсовета, затем решением Новгородского облисполкома № 857 от 30 декабря 1956 года, деревня Гоголино, в числе прочих была перечислена в Молвотицкий сельсовет, затем решением Новгородского облисполкома № 345 от 12 апреля 1961 года деревня Гоголино, в числе прочих, из Молвотицкого сельсовета была перечислена в состав Линьевского (Линского) сельсовета, центр Линьевского (Линского) сельсовета был перенесён из деревни Поля в деревню Горное, а Линьевский (Линский) сельсовет был переименован в Горный.
Во время неудавшейся всесоюзной реформы по делению на сельские и промышленные районы и парторганизации, в соответствии с решениями ноябрьского (1962 года) пленума ЦК КПСС «о перестройке партийного руководства народным хозяйством» с 10 декабря 1962 года был образован крупный Демянский сельский район, а административный Молвотицкий район 1 февраля 1963 года был упразднён. Горный сельсовет тогда вошёл в состав Демянского сельского района. Пленум ЦК КПСС, состоявшийся 16 ноября 1964 года восстановил прежний принцип партийного руководства народным хозяйством, после чего Указом Верховного Совета РСФСР от 12 января 1965 года сельские районы были преобразованы вновь в административные районы и решением Новгородского облисполкома № 6 от 14 января 1965 года Горный сельсовет и деревня в Демянском районе. В соответствие решению Новгородского облисполкома № 706 от 31 декабря 1966 года Горный сельсовет и деревня из Демянского района были переданы во вновь созданный Марёвский район.
После прекращения деятельности Горного сельского Совета в начале 1990-х стала действовать Администрация Горного сельсовета, которая была упразднена в начале 2006 года и деревня Гоголино, по результатам муниципальной реформы входила в состав муниципального образования — Горное сельское поселение Марёвского муниципального района (местное самоуправление), по административно-территориальному устройству была подчинена администрации Горного сельского поселения Марёвского района. С 12 апреля 2010 года после упразднения Горного сельского поселения Гоголино в составе Молвотицкого сельского поселения.

## Население
| 2010 | 2012 | 2013 | 2014 | 2015 | 2016 |
| ---- | ---- | ---- | ---- | ---- | ---- |
| 1    | →1   | →1   | →1   | →1   | →1   |

### Национальный состав
По переписи населения 2002 года, в деревне Гоголино проживали 4 человека (все русские)

## Инфраструктура
В деревне одна улица — Луговая.